# Cafarsite
La cafarsite è un minerale.